# スパイダーマン誕生の秘密 - スタン・リーの世界 -
スパイダーマン誕生の秘密 - スタン・リーの世界 -（Stan Lee's Mutants, Monsters & Marvels）は、2002年3月7日に公開されたアメリカ合衆国のドキュメンタリー映画。このインタビューは2002年2月、カリフォルニア州サンタモニカのコミック書店で撮影され、リー自身の人生、ジョアン・リーとの結婚生活、スパイダーマンTMの話や、スパイダーマンのコミックについて堂々と語る。日本ではスパイダーマン2劇場公開記念として2004年8月15日にAXN（現・アクションチャンネル）で放送。

## ストーリー
スタン・リーがタイムリー・コミックスという現在のマーベル社に変わる前の時期に就職していた頃、「スパイダーマン」の原案を始めて担当したが、スタッフの中にはクモが嫌いな人が多かったという。スタンは、スパイダーマン以外にもファンタスティック・フォーや、キャプテン・アメリカ、超人ハルク、アイアンマン、マイティ・ソー、サブマリナーなど、ヒーローに限らず様々なキャラクターを生み出しているが、グリーン・ゴブリンや、ドクター・オクトパスだけではなく、デイリー・ビューグル社に登場するJ・ジョナ・ジェイムソンという反スパイダーマンのキャラクターを生み出しており、スタッフの多くがスタンに抱いていたイメージだった。

## 出演者
- スタン・リー
- ケヴィン・スミス
- ジョアン・リー

## DVD
2002年10月23日にハピネットからDVDが発売（型番:TSDD-34495）。
2009年9月2日にソニー・ピクチャーズ・エンターテインメントから発売（型番:OPL-34495）。